# Batracomorphus curvatus
Batracomorphus curvatus är en insektsart som beskrevs av Rauno E. Linnavuori 1960. Batracomorphus curvatus ingår i släktet Batracomorphus och familjen dvärgstritar. Inga underarter finns listade i Catalogue of Life.